# Passaporto danese
Il passaporto danese è un documento di identità rilasciato ai propri cittadini dal Regno di Danimarca per i loro viaggi fuori dall'Unione europea e dallo Spazio economico europeo.
Vale come prova del possesso della cittadinanza danese ed è necessario per richiedere assistenza e protezione presso le ambasciate danesi nel mondo. Esistono diverse versioni per i cittadini di Danimarca, Groenlandia e le Isole Fær Øer, anche se la cittadinanza è la stessa e la specificazione della nazione costitutiva varia in funzione della residenza del titolare.

## Caratteristiche
Il passaporto danese rispetta le caratteristiche dei passaporti dell'Unione europea.
La copertina è di colore rosso borgogna con lo stemma del Regno di Danimarca al centro. Le parole "DEN EUROPÆISKE UNION" e "DANMARK" sono sopra lo stemma mentre la parola "PAS" è in basso.
Nella versione per i cittadini della Groenlandia la parola "DEN EUROPÆISKE UNION" è sostituita dalla parola "KALAALLIT NUNAAT" mentre in quella delle Isole Fær Øer con la parola "FØROYAR". I titolari di questi passaporti sono comunque riconosciuti all'estero come cittadini danesi a tutti gli effetti.
Nel passaporto biometrico (e-passport), rilasciato dopo il 1º agosto 2006 compare anche l'apposito simbolo. .

### Pagina di identificazione
- Foto del titolare del passaporto (Larghezza: 35mm, Altezza: 45mm; Altezza testa (fino alla sommità dei capelli): 34.5mm; Distanza dalla parte superiore della foto alla parte superiore dei capelli: 3mm)
- Tipo (P)
- Numero di passaporto
- Cognome
- Nomi
- Sesso
- Nazionalità (danese: Dansk, Danish, francese: Danoise). In un passaporto delle Faroe il seguente: Dansk/Danskur/Danish-Færøsk/Føroyskur/Faroese.[5] Nel passaporto groenlandese la prima pagina è in groenlandese, danese e inglese, e il testo delle pagine 1 e 2 non sono in tante lingue diverse, come nel danese[5]
- Altezza
- Data di nascita
- Numero di codice personale (Codice Fiscale)
- Luogo di nascita
- Data di rilascio/scadenza (la validità è di 10 anni dalla data di rilascio per gli adulti e 5 anni per i bambini)
- Residenza (di solito il comune in cui risiede il titolare)
- Firma del titolare

I passaporti contengono una striscia leggibile a macchina che inizia con P>DNK per tutti i tipi.

## Mancanza di carta d'identità nazionale
Le regole dell'UE permettono a qualsiasi cittadino di un paese membro di viaggiare ovunque nell'UE senza un passaporto, se hanno una carta d'identità nazionale che dichiara la cittadinanza e alcune altre informazioni standardizzate. La Danimarca e l'Irlanda sono gli unici paesi dell'UE che non emettono carte d'identità nazionali, tuttavia l'Irlanda emette carte di passaporto che sono trattate per legge come carte d'identità da alcuni paesi dell'UE, quindi la Danimarca è l'unico paese dell'UE che esclusivamente non ha la possibilità di alcuna forma di carta d'identità di viaggio. C'è stato un certo sostegno politico per l'introduzione di tali carte da quando è stata introdotta la regola dell'UE, ma questo non è ancora diventato una realtà.